# حضارة ماجان
حضارة ماجان  أو حضارة مجن أو حضارة مزن أو حضارة مازن  تُشير الدراسات التاريخية إلى الصلات العديدة بين حضارة مجان وحضارة الشرق القديمة في الصين والهند وبلاد ما بين النهرين، فضلاً عن الصلات مع حضارات شرق البحر المتوسط ووادي النيل وشمال أفريقيا، وتؤكد أعمال الحفر التي أُجريت في ولاية صحار إن صناعة تعدين وصهر النحاس كانت من الصناعات الرئيسية في عمان قبل الميلاد بألفي عام، ويبدو من المؤكد إن دولة مجان التي ورد ذكرها في صحف السوماريون  هي ذاتها ارض عمان. كما إن مادة اللبان المعروفة حالياً في عمان والتي اعتادت ملكة سبأ أن تُقدمه لسليمان كان ينتج في محافظة ظفار.
منذ القدم نشأت في عمان مجتمعات مستقرة احترفت التجارة والزراعة وصيد الأسماك، يرجع بعض المؤرخين نشأتها إلى الألف الرابع قبل الميلاد. وتذكر روايات التاريخ إن اثنتين من القبائل العربية قد نزحتا إلى عمان في القرن الثاني قبل الميلاد، تعرف أحداها باليمنيين وهم الذين قدموا إليها مباشرة من جنوب غرب الجزيرة العربية والأخرى قبيلة نزار التي جاءت من نجد؛ وعندما انهار سد مأرب عام 120 ميلادية إزدادت هجرات القبائل العربية إلى عمان وكانت أولى الهجرات هي هجرة قبيلة الازد بقيادة مالك بن فهم الازدي.
وقد شكلت عمان على امتداد التاريخ مركزاً حضارياً نشطاً تفاعل منذ القدم مع مراكز الحضارة في العالم القديم، وكانت واحدة من المراكز الحيوية على طريق الحرير بين الشرق والغرب، حيث كانت من أكثر المراكز التجارية ازدهاراً في المحيط الهندي حتى النصف الثاني من القرن التاسع عشر.

## اسم مجان
تتكون كلمة “مجان” من الكلمة السومرية "Ma" بمعنى ميناء أو أرض السفن، وذلك بسبب شهرة أهلها في صناعة وركوب السفن، وهناك نصّ يرجع إلى أحد ملوك أوروبا اسمه “دونجي “حوالي عام (2450 ق.م) يتحدث عن صناعة السفن في “مجان” بإعتبارها حضارة ذات امتداد جغرافي كبير مما يؤكد حتمية السمة الساحلية في جانب من هذه الحضارة العريقة، كما وصفت النصوص المسمارية “مجان” بجبل النحاس، والإشارة إلى مجان على أنها جبل النحاس تأسيساً على شهرة أهل مجان آنذاك (وعُمان اليوم) باستخراج وصناعة النحاس كواحدة ضمن الثروات القومية للبلاد.

كانت مجان “عُمان” تمتلك، خلال القرن الثالث قبل الميلاد ثاني أكبر أسطول بحري بعد قرطبة وطيرة، وكان أسطولها العربي هو الوسيلة الوحيدة لنقل حضارة مينا وبابل وسوسة إلى الهند، ولذلك شكلت البحرية العمانية منذ القدم العمود الفقري للحياة الاقتصادية في حضارة مجان التاريخية التي كانت متخصصة في صيد الأسماك والنقل والتجارة الداخلية والخارجية والصناعة.
يظهر أن الملك "مانيوم" هو الملك "مندونو" الذي ورد في نص آخر، وقد كتبت على التمثال لفظة "بلو" بمعنى سيد أي سيد مجان وهو"مانيوم".
[بحاجة لمصدر]
- ذكر جواد علي في المفصل في تاريخ العرب قبل الإسلام ج1 ص437-438 أنه: "جاء في كتابة مدونة على تمثال "نرام سن" (2291-2255 ق.م) أنه أخضع موضع "مجان" وتغلب على ملكه "مانو" وأسره. ويظهر أن أهل "مجان" - وهم قوم لم يشر إلى اسمهم "منشتوسو" والد "نارام سن" وهم أهل عُمان - كانوا قد ثاروا على العراقيين الأكديين الذين أخضهم لحكمهم والد "نارام سن" وذلك في أيامه أو أواخر أيام والده فأرسل لذلك "نارام سن" حملة تأديبية قضت على ثورتهم وأعادتهم إلى حكم الأكديين وعاد بذلك ساحل الخليج العربي من عمان إلى أعلاها وصار جزء من مملكة أكد.[7]
- وقد ورد اسم "مجان" في نصوص سومرية وأكادية نشر بعضها العلماء منها نص للملك "تشيلجي" الملقب ب"ملك سومر وأكاد" مفاده وجود صناعة بناء السفن في هذا المكان، والواقع أن أهل الساحل الشرقي لجزيرة العرب عرفوا ببناء السفن منذ زمن قديم وقد ركبوا البحار وتاجروا، وتوسطوا في نقل التجارة من مختلف السواحل ولا تزال صناعة بناء السفن الشراعية معروفة حتى اليوم مع قلة ربحها وعدم تمكنها من منافسة البواخر إلا أنها على كل حال مورد رزق لأصحابها لاقتناعهم بالقوت القليل.
- وقد دعيت "مجان" في نصوص أخرى "matu-ma-gan-na" أي "أرض مجان".[بحاجة لمصدر]
- وفي أنباء "جوديا" وهو "باتيسي" أنه جلب الحجر من "مجان" وذلك لصنع التماثيل كما جلب الخشب منه ومن "دلمون"[بحاجة لمصدر]

## وصلات داخلية
- سلطنة عمان